# Березне (Шепетівський район)
Бере́зне — село в Україні, у Судилківській сільській територіальній громаді Шепетівського району Хмельницької області. Населення становить 98 осіб.

## Географія
Село розташоване на лівому березі річки Скрипівки.

## Символіка
Затверджена 22 грудня 2021р. рішенням №9 XVI сесії сільської ради VIII скликання. Герб є промовистим.

### Герб
Щит розтятий шість разів на срібний, зелений, срібний, лазуровий, срібний, зелений і срібний стовпи. Срібні стовпи обтяжені чорними правими і лівими укороченими балками. Щит вписаний в золотий декоративний картуш і увінчаний золотою сільською короною. Внизу картуша напис "БЕРЕЗНЕ".
Герб символізує назву села; лазуровий стовп – річка, зелені – поля.

### Прапор
Квадратне полотнище складається з семи рівновеликих вертикальних смуг – білої, зеленої, білої, синьої, білої, зеленої і білої.

## Історія
У 1906 році село Судилкіської волості Ізяславського повіту Волинської губернії. Відстань від повітового міста 28 верст, від волості 8. Дворів 81, мешканців 463.

## Відомі люди
- У селі народився Швець Ульян Євграфович — Герой Радянського Союзу.